# HD 126610
HD 126610，又名CP-58 5549，SAO 241737、HR 5403，是一颗恒星，视星等为6.45，位于銀經315.11，銀緯1.35，其B1900.0坐标为赤經14h 21m 24.8s，赤緯-58° 1.35′ 54″。